# Sven-Erik Bäck
Sven-Erik Bäck (Stockholm, 16 september 1919 – aldaar, 10 januari 1994) was een Zweeds componist, muziekpedagoog, dirigent en violist.

## Levensloop
Zijn studies deed hij aan de Kungliga Musikhögskolan in Stockholm bij Charles Barkel in het vak viool van 1938 tot 1943 en bij Hilding Rosenberg in het vak compositie van 1940 tot 1945. Hij vervolgde zijn studies aan de Muziekacademie Bazel in Bazel, Zwitserland, in 1948 bij Ina Lohr en in 1950 bij August Wenzinger, alsook in Rome, Italië, bij Goffredo Petrassi van 1951 tot 1952. 
Van 1940 tot 1944 speelde hij in het Kyndel kwartet en van 1944 tot 1953 in het Barkel kwartet als violist mee. Vanaf 1953 was hij dirigent van het kamerorkest van de Zweedse Radio en eveneens director of studies van de Edsberg Music Institute Foundation. Verder was hij vanaf 1961 lid van de Koninklijke Zweedse Muziekacademie.
Bäck schreef een omvangrijk oeuvre, o.a. opera's, balletmuziek, oratoria, cantates, liederen en werken voor orkest, harmonieorkest alsook werken voor toneel, televisie, radio en film.  
In 1980 ontving hij de Zweedse koninklijke onderscheiding Litteris et Artibus.

## Composities

### Werken voor orkest
- 1951: Sinfonia per archi
- 1954/1957: Fantasi över "Dies sind die heil'gen zehn Gebot" voor kamerorkest
- 1955: Sinfonia da camera voor kamerorkest
- 1957: Fantasia on "Dies Sind die heilgen zehn Gebot" voor orkest
- 1957/1960: Concerto per violino e orchestre
- 1959: Concerto - A game around a game voor strijkers, pauken, 4 slagwerkers, piano en celesta (gecomponeerd voor de Tage Neuer Musik 1959 in Donaueschingen)
- 1963: Ikaros voor pauken, percussie, piano, celesta en drie strijkorkesten
- 1964: Intrada voor orkest
- 1965: Movimento I voor kamerorkest
- 1965: Concerto for cello and orchestra
- 1965-1966: Movimento II - Ruoli voor orkest
- 1966: O altitudo II voor orkest
- 1972-1973: Aperio voor drie instrumentengroepen met geluidsband
- 1973: Decet voor blaaskwintet en strijkkwintet
- 1976-1977: Serenade - Sumerki voor strijkorkest
- 1977: Ciclos Concert voor piano met strijkers, slagwerk en celesta
- 1981: Stories muziek voor verschillende instrumentengroepen en geluidsband
- 1983: Vier motetten voor orkest
  1. Natten är framskriden
  2. Herr zu wem sollen wir gehen
  3. Dessa äro de
  4. Behold I am making all things new
- 1986: 2e Symfonie voor strijkorkest
- 1988: Ekvator Ballade voor orkest met geluidsband
- 1989: Pro Musica Vitae 1989 Concertino voor strijkers
- 1990: Sumerki 90 voor orkest
- Lustspelsmusik voor orkest

### Werken voor harmonieorkest
- 1960: Arkitektur 60
- 1965: Arkitektur 65

### Cantates, missen en geestelijke muziek
- 1952: Himlaljusens fader cantate voor bariton solo, gemengd koor, strijkorkest en orgel
- 1952-1953: Psalmus 41 "Desiderium Dei" Sinfonia sacra voor gemengd koor en orkest
- 1958: Ett spel om Maria, Jesu moder oratorium voor solisten, gemengd koor, orkest en orgel - teksten: Östen Sjöstrand
- 1959-1970: Motets for the church year voor gemengd koor 
  1. Lo, we go up to Jerusalem
  2. I am the bread of life
  3. Jesu, think of me
  4. Darkness is soon over
  5. The word was made flesh
- 1979: Vid havets yttersta gräns  cantate voor gemengd koor, elektronische orgel, orkest en geluidsband
- 1983: Te Deum voor gemengd koor, koperblazers en orgel - tekst: Olov Hartman
- 1985: Mässa för Upplands-Väsby missionskyrka voor solisten, koor, viool, percussie, piano en orgel
- 1988: Emmausmässa voor gemengd koor en instrumenten
- 1988: Mässa för Annandag påsk voor gemengd koor, koperkwartet, twee orgels en geluidsband
- 1990: Immanuelsmässa voor solisten, koor, koperblazers, orgel en geluidsband
- 1991: Mässa för Domssöndagen voor solisten, koor, koperkwartet, orgel en geluidsband
- 1991: Mässa för söndagen före Domssöndagen voor solisten, koor, brassband, orgel en percussie - tekst: Ylva Eggehorn
- 1992: Mitt namn är jungfru Maria voor gemengd koor en orgel - tekst: Bo Setterlind

### Toneelmuziek
- 1956: Tranfjädrarna - The twilight crane  opera, 5 scènes - libretto: Junji Kinoshita op een Japans sprookje - Zweedse vertaling van Bertil Malmberg
- 1958: Gästabudet - (Het gastmaal) kameropera, 2 acte - libretto: Östen Sjöstrand
- 1960: Fågeln - (De vogel) hoorspel/kameropera, 1 acte, naar een theaterstuk van Alexander Obrenović in de Zweedse vertaling van Pet-Verner Carlson
- 1963: Ikaros ballet voor 3 strijkorkesten, pauken, 4 slagwerkers en celesta
- 1965: Movements ballet
- 1972: Genom jorden genom havet - (Door de aarde door de zee) ballet
- 1983: Amedée muziek voor het theater - tekst: Eugène Ionesco
- Lasarus och hans rike vän - Ett glädjens budskap kerkopera

### Vocale muziek met orkest of instrumenten
- 1971: Four fragments voor sopraan en orgel - tekst: Salvatore Quasimodo en A. Lundgren
  1. Och plötsligt är det afton
  2. Ur Frö
  3. Ur Muren
  4. Amen för söndagen efter påsk
- 1971: Neither nor voor sopraan, piano en percussie - tekst: uit de Bijbel
- 1986: Två kyrkovisor voor zanger en koperkwintet
- 1989: Annus solaris - Vers 2 voor sopraan, vrouwenkoor, geluidsband, harp, piano en orgel
- 1990: Idealet och livet vier zangers voor Don Quijote en Sancho Panza voor bariton, fagot, harp, 2 percussie en harmonium - tekst: Östen Sjöstrand
- 1990: Musik till Dantes Divina commedia - I. Inferno voor solo-bariton, herdersfluit, koehoorn, doedelzak, percussie, gotische harp, fidel en geluidsband - tekst: Dante Alighieri

### Werken voor koor
- 1949: Elegi voor vrouwenkoor en kamerorkest - tekst: Gunnar Ekelöf
- 1965: Herr zu wem sollen wir gehen  Dialog-Motette voor gemengd koor - tekst: uit de Bijbel
- 1981: Gå ut med evangelium voor gemengd koor - tekst: Olov Hartman
- 1991: Denna stjärna är för oss alla voor mannenkoor - tekst: Tasos Leibadites en Sun Axelsson

### Kamermuziek
- 1942: Dans-lek voor viool en piano
- 1945: 1e strijkkwartet
- 1947: 2e strijkkwartet
- 1948: Kvintett (Exercitier) voor twee violen, twee altviolen en cello
- 1949: Dedikationssvit - Préambule pour Pierre voor strijkkwintet
- 1956: Vijf Schetsen voor strijkkwartet
- 1957: Sonata per due violoncelli
- 1961: Elegi voor saxofoon en piano
- 1962: 3e strijkkwartet
- 1964: Five preludes voor fluit (of klarinet) en percussie
- 1975: FA-CE voor fagot en klavecimbel
- 1980: Svävningar voor viool en klavecimbel
- 1984: 4e strijkkwartet
- 1985: HÅmage à HAnS-ÅStrAnD voor altsax, fagot, bronselur en piano
- 1986: Canon a 8 voor acht violen
- 1987: Taffelmusik voor acht instrumentalisten
- 1988: Oktett voor strijkers
  1. Adagio
  2. Allegro
  3. Largo
  4. Quodlibet
- 1988: Stella maris voor blazerskwintet
- 1992: Sumerki 92 voor piano, klarinet, cello, slagwerk
- 1993: 3 consorts for 5 brass  voor twee trompetten en drie trombones
  1. fauxbourdon
  2. bicinium
  3. fantasia

### Werken voor orgel en piano
- 1938: Sicilienne voor piano
- 1942: Sonata voor piano
- 1949: Expansiva preludier voor piano
- 1950: Sonata alla ricercare - Suite voor piano
- 1951: Musik till dans voor twee piano's
- 1957: Impromptu voor piano
- 1966: O altitudo voor orgel
- 1969: Professorens ufuldendte - Gester voor piano
- 1971: For Eliza voor orgel
- 1975: Tollo voor twee piano's en elektronische transformatie (ad lib.)
- 1981: Ingångsmusik - Orgelparafrase over "Som en skärva ler" voor orgel
- 1982: Whither - Sonate in twee delen en epiloog voor orgel
- 1984: Sonate in twee delen en epiloog voor piano
- 1992: Sumerki 1992 voor orgel

### Werken voor percussie
- 1962: Favola voor klarinet, 4 slagwerkers en piano
- 1980: Signos voor slagwerkensemble

### Filmmuziek
- 1989: Fallgropen

- Bibsys: 11748
- Bibliothèque nationale de France: cb13959759x (data)
- Gemeinsame Normdatei: 123485088
- International Standard Name Identifier: 0000 0000 5266 781X
- Library of Congress Control Number: n83044690
- Nationale Bibliotheek van Letland: 000085541
- MusicBrainz: 34d8a91c-5900-4d30-8d56-78522fc96415
- Nationale Bibliotheek van Tsjechië: mzk2013758493
- Nationale Bibliotheek van Israël: 987007345606305171
- Nederlandse Thesaurus van Auteursnamen: 102391688
- Istituto Centrale per il Catalogo Unico: DDSV127696
- LIBRIS: 179870
- SNAC: w6xf33kp
- Système universitaire de documentation: 176532749
- Virtual International Authority File: 22334547
- WorldCat: E39PBJgxw3bJD4J64vGYFJrjG3